# Sachkundenachweis für Hundesportprüfungen
Der Sachkundenachweis für Hundesportprüfungen gehört zur Prüfung bei den Vereinen des Verbandes für das Deutsche Hundewesen (VDH) und ist Voraussetzung für die Teilnahme als Hundeführer an den durch den Verband ausgerichteten Hundesportveranstaltungen. Der prüfende Leistungsrichter wählt aus 5 Kategorien (siehe unten) eines Fragenkatalogs insgesamt 30 Fragen aus und lässt diese vom Hundeführer auf vorbereiteten Fragebögen schriftlich beantworten. Der Sachkundenachweis (SKN) ist personengebunden, der Hundeführer muss diesen Sachkundenachweis nur einmal erbringen. Er muss ihn mit einem anderen Hund nicht erneut ablegen. Der SKN wird im Zusammenhang mit einer Begleithundprüfung bei termingeschützten Veranstaltungen des VDH erbracht und von einem Leistungsrichter bewertet. Der SKN kann im Rahmen solcher Veranstaltungen auch von künftigen Hundeführern abgelegt werden, die an der Begleithundprüfung nicht teilnehmen.
- Teil A umfasst allgemeines Wissen über den Hund und sein Verhalten
- Teil B beinhaltet speziellere Fragen zum Hund, unter anderem zu Hundekrankheiten und Hundehaltung
- Teil C behandelt gesetzliche Bestimmungen, teils bundesgesetzliche, teils Gesetze des Landes Nordrhein-Westfalen, zur Hundehaltung
- Teil D umfasst Fragen zum VDH und den Sinnen des Hundes.
- Teil E widmet sich speziellen Fragen zum Hundesport, beispielsweise welches Mindestalter ein Hund bei einer Prüfung haben muss.

Für Jugendliche (bis 18 Jahre) existiert ein gesonderter Fragenkatalog. Es liegt in der Verantwortung des Leistungsrichters, die Fragen aus dem Katalog so zu wählen, dass sie für die konkrete Prüfungssituation zutreffend sind. So enthält der Katalog beispielsweise länderspezifische Fragen, die entsprechend zu wählen sind. Ebenso wird der Leistungsrichter aktuelle Entwicklungen, die der Katalog noch nicht enthält, bei seiner Wertung berücksichtigen.
Die Regelungen des VDH wurden in der FCI-Gebrauchshundekommission überarbeitet und sind seit Januar 2012 Bestandteil der FCI-Leitlinien. Außerdem gibt es seitdem keine Unterscheidung mehr für den Sachkundenachweis als Theorieteil vom Hundeführerschein des VDH/der FCI und den der Begleithundprüfung der FCI.

## Abgrenzung zu anderen Sachkundenachweisen
Innerhalb des VDH gibt es neben dem Sachkundenachweis für Hundesportprüfungen weitere Sachkundenachweise. So müssen beispielsweise alle Trainer im Hundesport und Leistungsrichter einen entsprechenden spezifischen Sachkundenachweis erbringen, der Voraussetzung für ihre Tätigkeit ist.
Der VDH-Sachkundenachweis für Hundesportprüfungen unterscheidet sich von anderen Sachkundenachweisen für Hunde. Vom VDH wird jedoch eine behördlich festgestellte Sachkunde anerkannt und führt dazu, dass der Nachweis für Hundesportprüfungen des Verbandes nicht gesondert zu erbringen ist.